# Tata Steel
Tata Steel Limited — індійська багатонаціональна сталеливарна компанія, розташована в Джамшедпурі, Джаркханд, зі штаб-квартирою в Мумбаї, Махараштра. Входить до складу Tata Group.
Раніше відома як Tata Iron and Steel Company Limited (TISCO), Tata Steel є однією з провідних сталеливарних компаній у світі з річною потужністю виробництва сирої сталі 34 мільйонів тонн. Це один із найбільш географічно диверсифікованих виробників сталі у світі з операційною та комерційною присутністю по всьому світу. Консолідований оборот групи (за винятком SEA операцій) склав 19,7 дол. мільярдів у фінансовому році, що закінчується 31 березня 2020 року. Це друга за величиною металургійна компанія в Індії (вимірюється за внутрішнім виробництвом) з річною потужністю 13 мільйонів тонн після Steel Authority of India Ltd. (ВІТРИЛО). TATA Steel разом із SAIL і Jindal Steel and Power є єдиними трьома індійськими металургійними компаніями, які мають власні залізорудні шахти, що дає трьом компаніям цінові переваги.
Ключовим управлінським персоналом (KMP) Tata Steel Limited India є Коушік Чаттерджі як фінансовий директор (KMP) і Парватисам Канчінадхам як секретар компанії. Коушік Чаттерджі, Малліка Срінівасан, Чандрасекаран Натараджан і ще 7 членів наразі пов’язані як директори.
Tata Steel працює в 26 країнах з ключовими підрозділами в Індії, Нідерландах та Великій Британії, і налічує близько 80 500 співробітників. Його найбільший завод (потужність 10 млн тонн на рік) розташований у Джамшедпурі, Джаркханд. У 2007 році Tata Steel придбала британського виробника сталі Corus. У рейтингу Fortune Global 500 найбільших корпорацій світу 2014 року вона посіла 486 місце. Це був сьомий найдорожчий індійський бренд 2013 року за версією Brand Finance.

## Історія
Tata Iron and Steel Company (TISCO) була заснована Джамсетджі Нуссерванджі Тата та створена сером Дорабджі Тата 26 серпня 1907 року. Компанія TISCO розпочала виробництво чавуну в 1911 році та почала виробляти сталь у 1912 році як філія Tata Group Джамсетджі. Перший сталевий злиток був виготовлений 16 лютого 1912 року. Під час Першої світової війни (1914–1918) компанія швидко розвивалася.
У 1920 році Tata Iron & Steel Company також об’єднала The Tinplate Company of India Ltd (TCIL) як спільне підприємство з тодішньою Burmah Shell для виробництва жерсті. TCIL тепер називається Tata Tinplate і займає 70% частки ринку в Індії.

### Спроби націоналізації
Було дві спроби націоналізувати компанію, одна в 1971 році, інша в 1979 році. Обидві спроби були невдалими. У 1971 році режим Індіри Ганді спробував націоналізувати компанію, але зазнав невдачі. У 1979 році режим партії Джаната (1977–79) хотів націоналізувати TISCO (нині Tata Steel). Тодішній міністр промисловості Джордж Фернандес, за ініціативою Біжу Патнайка, міністра сталі, погрожував націоналізацією, але через протести профспілок цей крок провалився.

## Розширення
NatSteel у 2004 році: Tata Steel погодилася придбати сталеливарні підприємства сінгапурської NatSteel за 486,4 дол. мільйон готівкою. NatSteel закінчила 2003 рік із оборотом у 1,4 дол мільярдів і прибуток до оподаткування 47 доларів мільйон. Металургійним бізнесом NatSteel буде керувати компанія через дочірню компанію Natsteel Asia Pte Ltd. Придбання було завершено в лютому 2005 року. На момент придбання потужність NatSteel становила близько 2 мільйонів тонн на рік готової сталі.
Millennium Steel у 2005 році: Tata Steel придбала контрольний пакет акцій таїландського металургійного підприємства Millennium Steel за загальну вартість 130 доларів США. мільйон. Він заплатив 73 долари США мільйона Siam Cement за 40% акцій і запропонував заплатити 1,13 бата за акцію ще за 25% акцій інших акціонерів. Тепер Millennium Steel перейменовано на Tata Steel Thailand, а штаб-квартира знаходиться в Бангкоку. 31 березня 2013 року відбулося бл. 68% акцій придбаної компанії.
Corus у 2006 році: Tata Steel підписала угоду з англо-голландською компанією Corus про купівлю 100% акцій за £4,3 мільярд ($8,1 млрд) по 455 пенсів за акцію. 19 листопада 2006 року бразильська сталеливарна компанія Companhia Siderúrgica Nacional (CSN) оголосила зустрічну пропозицію щодо Corus за 475 пенсів за акцію, оцінивши її в 4,5 фунта стерлінгів. мільярд. 11 грудня 2006 року Tata попередньо підвищила свою пропозицію до 500 пенсів за акцію, яку за кілька годин перевершила пропозиція CSN у 515 пенсів за акцію, оцінивши угоду в 4,9 фунта стерлінгів. мільярд. Правління Corus негайно рекомендувало своїм акціонерам обидві переглянуті пропозиції. 31 січня 2007 року Tata Steel виграла тендер на придбання Corus, запропонувавши 608 пенсів за акцію, оцінивши Corus у 6,7 фунтів стерлінгів. мільярдів ($12 мільярд).
У 2005 році в Corus працювало близько 47 300 людей по всьому світу, включаючи 24 000 у Великій Британії. На момент придбання Corus був у чотири рази більшим за Tata Steel за річним виробництвом сталі. Corus був 9-м найбільшим виробником сталі у світі, тоді як Tata Steel була на 56-му місці. Придбання зробило Tata Steel 5-м найбільшим виробником сталі у світі.
Tayo Rolls у 2008 році, раніше Tata-Yodogawa Limited, є компанією з виготовлення та обробки металу зі штаб-квартирою в Джамшедпурі, Індія. Вона була заснована в 1968 році як спільне підприємство Tata Steel і японської компанії Yodogawa Steels. У 2008 році компанія випустила права, на які було підписано лише приблизно 50% від загальної вартості – 60 крор рупій. Через недостатню підписку промоутери придбали їх, у результаті Tayo Rolls став дочірньою компанією Tata Steel. Tata Steel володіє 55,24% Tayo Rolls.

## Спорт
Tata Steel традиційно відіграє ключову роль у розвитку спорту в Індії. Вони брали участь у створенні футбольної академії Tata, академії скелелазіння TSAF, академії стрільби з лука Tata, хокейної академії Naval Tata в Джамшедпурі та центру високої продуктивності Odisha Naval Tata Hockey.

## Операції
Штаб-квартира Tata Steel розташована в Мумбаї, Махараштра, Індія, а маркетингова штаб-квартира розташована в Tata Center у Калькутті, Західна Бенгалія. Вона представлена приблизно в 50 країнах з виробничими операціями в 26 країнах, включаючи: Індію, Малайзію, В'єтнам, Таїланд, ОАЕ, Кот-д'Івуар, Мозамбік, Південну Африку, Австралію, Велику Британію, Нідерланди, Францію та Канаду.

## Акціонування
Станом на 31 березня 2018 року Tata Group володіла 31,64% акцій Tata Steel. Більше 1 мільйонів індивідуальних акціонерів володіють бл. 21% його акцій. Індійська корпорація страхування життя є найбільшим акціонером компанії, що не є промоутером, і має 14,88% акцій.
| Акціонери                       | Власність акцій |
| ------------------------------- | --------------- |
| Промоутери: компанії Tata Group | 31,64%          |
| Страхові компанії               | 21,81%          |
| Індивідуальні акціонери         | 22,03%          |
| Іноземні інституційні інвестори | 15,35%          |
| НДР                             | 02,41%          |
| інші                            | 07,05%          |
| Всього                          | 100,0%          |

- Список виробників сталі
- Forbes Global 2000
- Tata Group